# 46º Campeonato Brasileiro Absoluto de Xadrez
O 46º Campeonato Brasileiro Absoluto de Xadrez foi uma competição de xadrez organizado pela CBX referente ao ano de 1979. O torneio teve apenas uma fase, e foi disputada na cidade de Fortaleza (CE) de 6 a 14 de agosto de 1979. O paranaense Jaime Sunye Neto sagrou-se campeão com 8,5 pontos em 11 possíveis.

## Resultado final
Não houve torneios seletivos. O campeonato foi aberto para todos os jogadores com rating acima de 2000 pontos. Os 68 enxadristas inscritos disputaram o campeonato no Sistema Suíço em 11 rodadas.
Sistema de pontuação
- 1,0 ponto por vitória
- 0,5 ponto por empate
- 0,0 ponto por derrota

| Pos | Jogador                   | UF | Pontos | MBuch | Vit. | Buch | R1      | R2      | R3      | R4      | R5      | R6      | R7      | R8      | R9      | R10     | R11     |
| --- | ------------------------- | -- | ------ | ----- | ---- | ---- | ------- | ------- | ------- | ------- | ------- | ------- | ------- | ------- | ------- | ------- | ------- |
| 1º  | Jaime Sunyé Neto          | PR | 8,5    | 66,0  | 7    | 78,5 | 50º vit | 10º emp | 05º vit | 32º vit | 04º vit | 02º vit | 13º vit | 07º emp | 03º vit | 08º emp | 06º der |
| 2º  | Cícero Nogueira Braga     | SP | 8,0    | 60,5  | 6    | 74,0 | 26º emp | 39º vit | 41º vit | 20º vit | 03º vit | 01º der | 05º vit | 13º emp | 04º emp | 22º vit | 08º emp |
| 3º  | Luismar Brito             | RJ | 8,0    | 59,5  | 7    | 73,5 | 34º vit | 15º vit | 09º vit | 16º emp | 02º der | 28º emp | 17º vit | 21º vit | 01º der | 12º vit | 13º vit |
| 4º  | Rubens Alberto Filguth    | SP | 8,0    | 59,0  | 6    | 72,0 | 39º emp | 26º vit | 46º vit | 19º vit | 01º der | 16º vit | 09º emp | 20º vit | 02º emp | 13º vit | 05º emp |
| 5º  | Marcos Paolozzi           | SP | 8,0    | 53,5  | 7    | 64,5 | 47º emp | 65º vit | 01º der | 57º vit | 62º vit | 14º vit | 02º der | 19º vit | 15º vit | 21º vit | 04º emp |
| 6º  | Jerônimo Pimenta          | RJ | 8,0    | 47,0  | 7    | 59,0 | 62º der | 53º vit | 49º emp | 39º emp | 56º vit | 17º der | 48º vit | 44º vit | 26º vit | 09º vit | 01º vit |
| 7º  | Antônio Rocha             | SP | 7,5    | 59,0  | 5    | 72,0 | 33º vit | 46º emp | 10º emp | 18º vit | 16º vit | 09º emp | 20º emp | 01º emp | 08º der | 15º vit | 14º vit |
| 8º  | Bruno Rodolpho Souza      | RJ | 7,5    | 55,0  | 6    | 68,0 | 28º emp | 52º vit | 21º der | 55º vit | 23º vit | 20º der | 40º vit | 14º vit | 07º vit | 01º emp | 02º emp |
| 9º  | Márcio Netto Baeta        | DF | 7,0    | 59,5  | 6    | 71,5 | 40º vit | 59º vit | 03º der | 15º vit | 21º vit | 07º emp | 04º emp | 22º vit | 13º der | 06º der | 20º vit |
| 10º | Vitório Chemin            | PR | 7,0    | 52,5  | 5    | 66,0 | 45º vit | 01º emp | 07º emp | 14º emp | 28º der | 26º der | 42º emp | 25º vit | 31º vit | 33º vit | 27º vit |
| 11º | Antônio Carlos Resende    | SP | 7,0    | 48,5  | 6    | 59,0 | 58º emp | 17º emp | 34º vit | 48º der | 29º der | 23º der | 53º vit | 45º vit | 24º vit | 26º vit | 22º vit |
| 12º | Roberto Antunes           | PE | 7,0    | 47,5  | 7    | 57,5 | 54º vit | 67º der | 42º vit | 27º der | 40º der | 31º vit | 49º vit | 32º vit | 20º vit | 03º der | 21º vit |
| 13º | Alexandru Segal           | SP | 6,5    | 59,5  | 5    | 72,5 | 24º vit | 41º emp | 48º vit | 21º emp | 27º vit | 22º vit | 01º der | 02º emp | 09º vit | 04º der | 03º der |
| 14º | Carlos Eduardo Gouveia    | RJ | 6,5    | 57,0  | 6    | 69,5 | 29º vit | 18º der | 47º vit | 10º emp | 30º vit | 05º der | 28º vit | 08º der | 33º vit | 16º vit | 07º der |
| 15º | Darcy Lima                | RJ | 6,5    | 56,5  | 6    | 68,0 | 63º vit | 03º der | 51º vit | 09º der | 31º vit | 19º emp | 16º vit | 27º vit | 05º der | 07º der | 34º vit |
| 16º | Eduardo Thélio Limp       | RJ | 6,5    | 55,5  | 6    | 68,0 | 53º vit | 49º vit | 18º vit | 03º emp | 07º der | 04º der | 15º der | 39º vit | 28º vit | 14º der | 30º vit |
| 17º | Henry Singer González     | SP | 6,5    | 55,0  | 5    | 67,5 | 20º emp | 11º emp | 27º der | 52º vit | 18º vit | 06º vit | 03º der | 43º der | 38º vit | 37º vit | 19º emp |
| 18º | Wagner Borges             | MA | 6,5    | 52,5  | 6    | 64,0 | 23º vit | 14º vit | 16º der | 07º der | 17º der | 57º vit | 50º vit | 30º vit | 22º der | 34º emp | 29º vit |
| 19º | Pio Fiori de Azevedo      | RS | 6,5    | 52,5  | 4    | 64,5 | 60º vit | 30º emp | 55º vit | 04º der | 47º emp | 15º emp | 29º vit | 05º der | 23º emp | 36º vit | 17º emp |
| 20º | Marco Antônio Asfora      | PE | 6,0    | 58,5  | 5    | 70,5 | 17º emp | 58º vit | 30º vit | 02º der | 48º vit | 08º vit | 07º emp | 04º der | 12º der | 43º vit | 09º der |
| 21º | Dirk D. van Riemsdijk     | RJ | 6,0    | 56,5  | 5    | 68,5 | 57º emp | 25º vit | 08º vit | 13º emp | 09º der | 48º vit | 41º vit | 03º der | 43º vit | 05º der | 12º der |
| 22º | Lincoln Lucena            | DF | 6,0    | 53,5  | 5    | 65,5 | 25º emp | 57º emp | 61º vit | 36º vit | 32º vit | 13º der | 27º vit | 09º der | 18º vit | 02º der | 11º der |
| 23º | Sérgio Sá Griese          | SP | 6,0    | 53,0  | 3    | 65,5 | 18º der | 29º emp | 26º vit | 44º vit | 08º der | 11º vit | 35º emp | 36º emp | 19º emp | 32º emp | 37º emp |
| 24º | José Sílvio Lucena        | CE | 6,0    | 46,5  | 5    | 57,5 | 13º der | 31º emp | 40º emp | 60º vit | 42º vit | 27º der | 38º der | 47º vit | 11º der | 50º vit | 45º vit |
| 25º | Martim Afonso de Haro     | SC | 6,0    | 44,5  | 5    | 54,5 | 22º emp | 21º der | 38º der | 45º der | 52º vit | 42º emp | 64º vit | 10º der | 62º vit | 46º vit | 43º vit |
| 26º | Francisco Alves           | CE | 5,5    | 56,5  | 4    | 67,0 | 02º emp | 04º der | 23º der | 65º vit | 51º vit | 10º vit | 32º emp | 38º vit | 06º der | 11º der | 35º emp |
| 27º | José Frederico Saboya     | CE | 5,5    | 53,0  | 5    | 64,0 | 49º der | 60º vit | 17º vit | 12º vit | 13º der | 24º vit | 22º der | 15º der | 50º vit | 29º emp | 10º der |
| 28º | Zalmen Kornin             | PR | 5,5    | 53,5  | 2    | 66,0 | 08º emp | 36º emp | 44º emp | 46º vit | 10º vit | 03º emp | 14º der | 35º emp | 16º der | 38º emp | 41º emp |
| 29º | Luiz Tavares da Silva     | PE | 5,5    | 52,5  | 3    | 64,5 | 14º der | 23º emp | 45º vit | 35º emp | 11º vit | 32º emp | 19º der | 40º vit | 36º emp | 27º emp | 18º der |
| 30º | Licínio Corręa            | CE | 5,5    | 51,5  | 4    | 62,5 | 35º vit | 19º emp | 20º der | 38º vit | 14º der | 46º vit | 43º emp | 18º der | 32º emp | 44º vit | 16º der |
| 31º | Rogério Becker            | RS | 5,5    | 48,5  | 4    | 59,5 | 41º der | 24º emp | 50º emp | 33º vit | 15º der | 12º der | 57º vit | 56º vit | 10º der | 59º vit | 36º emp |
| 32º | Luiz Gentil Jr            | CE | 5,5    | 47,5  | 3    | 58,0 | 64º vit | 62º vit | 67º vit | 01º der | 22º der | 29º emp | 26º emp | 12º der | 30º emp | 23º emp | 33º emp |
| 33º | Charles Mann de Toledo    | SP | 5,5    | 48,0  | 5    | 58,5 | 07º der | 42º der | 64º vit | 31º der | 59º vit | 58º vit | 37º vit | 41º vit | 14º der | 10º der | 32º emp |
| 34º | Flávio Daher              | PE | 5,5    | 48,5  | 4    | 60,0 | 03º der | 63º vit | 11º der | 51º emp | 38º emp | 37º der | 59º vit | 48º vit | 41º vit | 18º emp | 15º der |
| 35º | Hélder Câmara             | SP | 5,5    | 46,5  | 1    | 56,5 | 30º der | 51º emp | 58º vit | 29º emp | 39º emp | 40º emp | 23º emp | 28º emp | 44º emp | 45º emp | 26º emp |
| 36º | Armínio Santos            | BA | 5,5    | 46,0  | 2    | 56,0 | 52º emp | 28º emp | 59º vit | 22º der | 49º emp | 62º emp | 47º vit | 23º emp | 29º emp | 19º der | 31º emp |
| 37º | Marcos Soares             | PA | 5,5    | 42,5  | 4    | 52,0 | 59º der | 64º vit | 62º emp | 47º der | 58º emp | 34º vit | 33º der | 49º vit | 42º vit | 17º der | 23º emp |
| 38º | Peter Toth                | RJ | 5,0    | 48,0  | 3    | 57,0 | 65º emp | 47º der | 25º vit | 30º der | 34º emp | 56º vit | 24º vit | 26º der | 17º der | 28º emp | 40º emp |
| 39º | Vince Toth                | RJ | 5,0    | 51,5  | 3    | 63,5 | 04º emp | 02º der | 54º vit | 06º emp | 35º emp | 43º der | 51º vit | 16º der | 45º der | 53º emp | 59º vit |
| 40º | Roberto Gauí              | RJ | 5,0    | 50,5  | 2    | 62,5 | 09º der | 43º emp | 24º emp | 50º vit | 12º vit | 35º emp | 08º der | 29º der | 46º emp | 41º emp | 38º emp |
| 41º | Edgar Nadra Ary           | CE | 5,0    | 48,5  | 3    | 60,5 | 31º vit | 13º emp | 02º der | 49º emp | 57º vit | 47º vit | 21º der | 33º der | 34º der | 40º emp | 28º emp |
| 42º | Ruilon Mont'Alverne Neto  | MG | 5,0    | 48,5  | 3    | 59,5 | 46º der | 33º vit | 12º der | 61º vit | 24º der | 25º emp | 10º emp | 51º vit | 37º der | 48º emp | 44º emp |
| 43º | Silas Lenz Cesar          | CE | 5,0    | 46,5  | 4    | 55,5 | 55º der | 40º emp | 65º vit | 62º der | 45º vit | 39º vit | 30º emp | 17º vit | 21º der | 20º der | 25º der |
| 44º | Edgar Pereira             | RS | 5,0    | 45,5  | 2    | 57,0 | 51º emp | 55º emp | 28º emp | 23º der | 54º vit | 49º emp | 62º vit | 06º der | 35º emp | 30º der | 42º emp |
| 45º | Maurício R. Moreira       | CE | 5,0    | 49,0  | 4    | 60,5 | 10º der | 50º emp | 29º der | 25º vit | 43º der | 54º vit | 46º vit | 11º der | 39º vit | 35º emp | 24º der |
| 46º | Gerardo Frota Jr          | CE | 4,5    | 48,5  | 3    | 60,0 | 42º vit | 07º emp | 04º der | 28º der | 55º vit | 30º der | 45º der | 63º vit | 40º emp | 25º der | 52º emp |
| 47º | Auriberto Ticianeli       | AL | 4,5    | 49,0  | 2    | 61,5 | 05º emp | 38º vit | 14º der | 37º vit | 19º emp | 41º der | 36º der | 24º der | 48º emp | 52º emp | 56º emp |
| 48º | Alberto Pinto             | CE | 4,5    | 47,0  | 3    | 56,0 | 66º vit | 68º vit | 13º der | 11º vit | 20º der | 21º der | 06º der | 34º der | 47º emp | 42º emp | 53º emp |
| 49º | Máximo Valério Macedo     | RN | 4,5    | 49,0  | 1    | 61,5 | 27º vit | 16º der | 06º emp | 41º emp | 36º emp | 44º emp | 12º der | 37º der | 52º emp | 54º emp | 55º emp |
| 50º | Fernando Vasconcellos     | DF | 4,5    | 45,5  | 3    | 57,0 | 01º der | 45º emp | 31º emp | 40º der | 60º vit | 64º vit | 18º der | 62º vit | 27º der | 24º der | 54º emp |
| 51º | Carl Maclin               | MA | 4,5    | 43,5  | 2    | 52,0 | 44º emp | 35º emp | 15º der | 34º emp | 26º der | 55º vit | 39º der | 42º der | 63º emp | 66º vit | 61º emp |
| 52º | Pedro Segundo da Costa    | BA | 4,5    | 43,0  | 2    | 52,5 | 36º emp | 08º der | 56º emp | 17º der | 25º der | 53º der | 66º vit | 65º vit | 49º emp | 47º emp | 46º emp |
| 53º | Marcos Moennich           | DF | 4,5    | 42,5  | 2    | 52,5 | 16º der | 06º der | 63º emp | 54º der | 65º emp | 52º vit | 11º der | 66º vit | 56º emp | 39º emp | 48º emp |
| 54º | Jacinto Ponte Jr          | CE | 4,5    | 41,0  | 2    | 52,0 | 12º der | 56º emp | 39º der | 53º vit | 44º der | 45º der | 61º emp | 60º vit | 58º emp | 49º emp | 50º emp |
| 55º | Roberto Lessa Feitosa     | PB | 4,5    | 42,0  | 2    | 51,5 | 43º vit | 44º emp | 19º der | 08º der | 46º der | 51º der | 63º emp | 58º emp | 66º vit | 56º emp | 49º emp |
| 56º | Emanuel Costa             | CE | 4,5    | 41,0  | 2    | 51,0 | 67º der | 54º emp | 52º emp | 59º vit | 06º der | 38º der | 58º vit | 31º der | 53º emp | 55º emp | 47º emp |
| 57º | Carlos Alberto Nascimento | PA | 4,0    | 43,5  | 2    | 52,5 | 21º emp | 22º emp | 68º vit | 05º der | 41º der | 18º der | 31º der | 64º vit | 59º der | 62º emp | 60º emp |
| 58º | Raimundo Lemos            | MA | 4,0    | 43,5  | 1    | 53,5 | 11º emp | 20º der | 35º der | 63º vit | 37º emp | 33º der | 56º der | 55º emp | 54º emp | 61º emp | 64º emp |
| 59º | Ernesto Pereira           | PR | 4,0    | 45,0  | 4    | 56,0 | 37º vit | 09º der | 36º der | 56º der | 33º der | 60º vit | 34º der | 61º vit | 57º vit | 31º der | 39º der |
| 60º | Justo Reinaldo Chemin     | PR | 4,0    | 37,5  | 3    | 46,0 | 19º der | 27º der | 66º vit | 24º der | 50º der | 59º der | 65º vit | 54º der | 64º emp | 63º vit | 57º emp |
| 61º | Francisco J. Magalhăes    | AM | 4,0    | 33,0  | 2    | 40,0 | 68º der | 66º vit | 22º der | 42º der | 64º der | 63º emp | 54º emp | 59º der | 65º vit | 58º emp | 51º emp |
| 62º | Francisco Cavalcanti      | PB | 3,5    | 49,0  | 2    | 59,0 | 06º vit | 32º der | 37º emp | 43º vit | 05º der | 36º emp | 44º der | 50º der | 25º der | 57º emp | 66º der |
| 63º | Ronald Carneiro Câmara    | CE | 3,5    | 38,0  | 1    | 46,5 | 15º der | 34º der | 53º emp | 58º der | 66º vit | 61º emp | 55º emp | 46º der | 51º emp | 60º der | 65º emp |
| 64º | José Simplício Maia       | RN | 3,0    | 39,5  | 2    | 47,5 | 32º der | 37º der | 33º der | 66º vit | 61º vit | 50º der | 25º der | 57º der | 60º emp | 65º der | 58º emp |
| 65º | Luiz Geraldo Miranda Leăo | CE | 2,5    | 39,0  | 1    | 49,0 | 38º emp | 05º der | 43º der | 26º der | 53º emp | 66º der | 60º der | 52º der | 61º der | 64º vit | 63º emp |
| 66º | Wesley Rocha              | GO | 2,0    | 36,0  | 2    | 43,0 | 48º der | 61º der | 60º der | 64º der | 63º der | 65º vit | 52º der | 53º der | 55º der | 51º der | 62º vit |
| 67º | José Soares Másculo       | RJ | 2,0    | 5,5   | 2    | 17,0 | 56º vit | 12º vit | 32º der | -       | -       | -       | -       | -       | -       | -       | -       |
| 68º | Olício Gadia              | RJ | 1,0    | 4,5   | 1    | 12,5 | 61º vit | 48º der | 57º der | -       | -       | -       | -       | -       | -       | -       | -       |